# أليخاندرو كاسترو (سياسي)
أليخاندرو كاسترو إسبين (بالإسبانية: Alejandro Castro Espín) (مواليد 29 يوليو 1965) سياسي وعسكري كوبي. يحمل رتبة عقيد في وزارة الداخلية الكوبية. وهو الابن الوحيد لراؤول كاسترو السكرتير الأول للحزب الشيوعي الكوبي وفيلما إسبين أحد القادة الرئيسيين للثورة الكوبية. هو ابن شقيق فيدل كاسترو.